# Горбачёв, Дмитрий Емельянович
Дми́трий Емелья́нович Горбачёв (укр. Дмитро Омелянович Горбачов; р. 13 октября 1937, Алапаевск, Свердловская область) — советский и украинский искусствовед, историк искусства, куратор, эксперт. Специалист по украинскому искусству и русскому авангарду; один из идеологов так называемого украинского авангарда. Шевченковед. Кандидат искусствоведения, профессор.

## Биография
Сестра — Ирина Емельяновна Горбачёва (р. 1934), искусствовед.
Окончил Киевский государственный университет имени Т. Г. Шевченко (1959).
С 1973 года преподаёт в Киевском национальном университете театра, кино и телевидения имени И. К. Карпенко-Карого; профессор кафедры общественных наук.
Консультант аукционных домов «Сотбис» и «Кристис».
Награждён украинским орденом «За заслуги» III степени (2017).